# Civitaquana
Civitaquana est une commune italienne d'environ 1 400 habitants située dans la province de Pescara, dans la région Abruzzes, en Italie méridionale.

## Administration
| Période                                  | Période  | Identité      | Étiquette | Qualité |
| ---------------------------------------- | -------- | ------------- | --------- | ------- |
| 14 juin 2004                             | En cours | Enzo Trabucco |           |         |
| Les données manquantes sont à compléter. |          |               |           |         |

### Hameaux
Androna, Bauglione, Colle del Popolo, Colle Scurcola, Colle Vertiere, Piano Scarpara, Salaiano, Solagne, Vicenne.

### Communes limitrophes
Brittoli, Catignano, Civitella Casanova, Cugnoli, Loreto Aprutino, Pietranico, Vicoli.